# Jezero
 Ovo je glavno značenje pojma Jezero. Za druga značenja pogledajte Jezero (razdvojba).
Jezero je vodom ispunjena prirodna depresija na kopnu, koja nema neposredne veze s morem. Većina jezera su slatkovodna i smještena su na sjevernoj polutki na višim širinama. Umjetna su jezera akumulacijski bazeni hidrocentrala, ribnjaci i dr. Dijelovi mora odijeljeni od kopna pješčanim prudovima nisu jezera. Velika jezera ponekad se nazivaju "unutrašnjim morima" (Kaspijsko).
Termin jezero također se koristi za opisivanje prirodnih obilježja poput jezera Eyre koje je većinu vremena suho ali se napuni tijekom sezonskih uvjeta obilnih kiša. Mnoga su jezera umjetna pa se stvaraju za hidroelektričnu opskrbu strujom, rekreaciju (plivanje, daskanje na vjetru,...), opskrbu vodom, itd.
Finska je poznata kao Zemlja tisuću jezera, a Minnesota kao Zemlja deset tisuća jezera. Velika jezera Sjeverne Amerike podrijetlom su iz ledenog doba. Preko 60% svjetskih jezera nalazi se u Kanadi pretežito zato što zemljom dominira neulančani sustav otjecanja.

## Podjela
Po postanku jezera se dijele na: 
- Tektonska jezera u tektonskim depresijama (Mrtvo more, istočnoafrička jezera, Bajkalsko; Ohridsko i dr.); *vulkanska jezera u kraterima vulkana (Trasimeno u Italiji);
- glacijalna jezera (ledenjačka) u depresijama zagrađenim morenama (Ladoga, Onješko jezero, Lago Maggiore, Como, Bledsko jezero i dr.);
- krška jezera u kršu (Plitvička jezera);
- reliktna jezera, koja su preostala od nekadašnjih većih jezera ili mora i mrtvi riječni rukavi;
- sedrena jezera,
- riječna jezera,
- umjetna jezera.

Jezera su važna za privredu i promet (Jezera u Sjevernoj Americi, Kaspijsko jezero); dobivaju se soli (Mrtvo more); neka su bogata ribom, služe za snabdijevanje vodom (Vransko jezero na Cresu) i reguliranje vodostaja na rijekama.

## Podrijetlo prirodnih jezera
Mnoga su jezera mlada zbog erozijskih posljedica koji teže odnošenju jedne od strana bazena u kojemu se jezero nalazi. Postoje brojni prirodni procesi koji oblikuju jezera. Nedavno tektonsko izdizanje planinskog lanca može stvoriti depresije zdjelastog oblika koje mogu akumulirati vodu te stvoriti jezera. Napredovanje i povlačenje ledenjaka može struganjem napraviti depresije u površini gdje će se onda akumulirati jezera. Takva jezera uobičajena su u Skandinaviji, Sibiru i Kanadi.
Jezera također mogu nastati klizanjem zemljišta ili glacijalnim preprekama. Primjer potonjeg pojavio se tijekom zadnjeg ledenog doba u državi Washington kada je nastalo ogromno jezero iza glacijalnog toka. Kada se led povukao, posljedica je bila ogromna poplava koja je stvorila spomenik Suhi slapovi u jezerima Sun u državi Washington.
Slana jezera mogu nastati gdje nema prirodnog otjecanja ili gdje voda brzo isparava pa površinsko otjecanje razine podzemne vode ima viši od normalnog sadržaja soli. Primjeri slanih jezera uključuju Veliko slano jezero, Kaspijsko jezero i Mrtvo more.
Malena potkovasta jezera nazvana mrtvaje mogu nastati u riječnim dolinama kao posljedica meandriranja, tj. vijuganja. Rijeke koje sporo teku stvaraju zavojit oblik pa se vanjska strana zavoja otkida mnogo brže od unutarnje strane. Kao posljedica toga nastaje potkovast zavoj te rijeka siječe kroz uzak vrat. Ta rupa sada oblikuje glavni prolaz za rijeku, a krajevi zavoja postaju začepljeni muljem.
Jezero Vostok je jezero na Antarktici koje se nalazi pod ledom i vjerojatno je najveće na svijetu. Pritisak koji stvara led i unutrašnji kemijski sastav znači da se jezero može probušiti što bi rezultiralo pukotinom i štrcanjem na isti način poput protresene limenke soka.
Neka jezera poput Bajklaskog i jezera Tanganjike vulkanskog su podrijetla i leže na geološkim rasjednim linijama. Kratersko jezero u Oregonu nalazi se unutar kaldere ugaslog vulkana.

## Karakteristike
Promjena razine jezera nadzire se razlikom između izvora pritjecanja i otjecanja uspoređenih s ukupnim obujmom jezera. Značajniji ulazni izvori jesu oborine nad jezerom; višak vode donesen tokovima i kanalima s jezerskog razvodnog područja; kanali podzemne vode i akviferi, te ljudski izvori izvan razvodnog područja. Izlazni izvori su isparavanje iz jezera; površinski i podzemni vodeni tokovi, te bilo kakvo vađenje jezerske vode za ljudske potrebe. Budući da se klimatski uvjeti i ljudske potrebe za vodom razlikuju, stvaraju se fluktuacije u jezerskoj razini.
Jezera se mogu kategorizirati prema bogatstvu hranjivih tvari, koje tipično utječu na rast biljaka. Jezera siromašna hranjivim tvarima nazivaju se oligotrofnima i općenito su prozirna te imaju nisku koncentraciju biljnog života. Mezotrofna jezera imaju dobru jasnoću i srednju razinu hranjivih tvari. Eutrofna jezera su obogaćena hranjivim tvarima, pa stoga imaju dobar rast biljaka kao i moguće cvjetanja algi. Hipertrofno jezero je vodena masa visoko obogaćena hranjivim tvarima. Ta jezera imaju slabu jasnoću i predmet su cvjetanja algi. Jezera tipično dostižu takvo stanje zahvaljujući ljudskim aktivnostima poput obilne upotrebe gnojiva u jezerskom razvodnom području. Takva jezera imaju gotovo nikakvu korisnost, a ekosustav je gotovo uništen.

### Tipovi jezera
Periglacijalno jezero je vrsta jezera u kojemu rubove jezera oblikuje ledeni pokrivač, ledena kapa ili ledenjak, pa led sprječava prirodno otjecanje zemlje.

### Umjetna jezera
Akumulacijsko jezero ili rezervoar (francuski: réservoir) je umjetno jezero stvoreno potapanjem područja iza hidroenergetske brane. Neka od najvećih svjetskih jezera čine takvi rezervoari. Umjetna jezera također mogu biti namjerno napravljena iskopavanjem ili potapanjem otvorenih rudnika, te vađenjem šljunka u aluvijalnim nizinama (čime nastaju šljunčare ili šudrane). 
Za gradnju brana geodeti moraju pronaći riječne doline koje su duboke i uske; bočne strane doline tada mogu imati ulogu prirodnih zidova. Najbolje mjesto za gradnju brane mora se odrediti. Ako je potrebno, ljudi i/ili povijesna nalazišta moraju biti premještena, npr. hramovi Abu Simbela koji su preseljeni prije gradnje Asuanske brane koja je stvorila Naserovo jezero.
Jezero Volta u zapadnoj Africi pokriva oko 8500 km². Jezero Mead najveće je sjevernoameričko umjetno jezero, koje je stvoreno Hooverovom branom, a građeno je od 1931. do 1935. godine u vrijeme predsjednika Franklina D. Roosevelta. Lokka je najveće sjevernoeuropsko umjetno jezero veličine 417 km. Umjetno jezero Samara ili Kujbiševsko umjetno jezero (ruski: Куйбышевское водохранилище́) s površinom 6450 km² (volumena 57,3 km³) najveće je europsko umjetno jezero i treće u svijetu, stvoreno branom hidrocentrale Žiguli, građenom od 1950. do 1957. godine.
Više informacija: Popis rezervoara i brana

## Abiotička i biotička limnologija
Limnologija dijeli jezera na tri zone: litoralna zona, koja je nagnuto područje blizu zemlje; zona otvorene vode, gdje je sunčeva svjetlost obilna; i zona duboke vode, gdje dopire malo sunčeve svjetlosti. Dubina koju svjetlost može dostići u jezerima ovisi o gustoći i gibanju čestica. Te čestice mogu biti sedimentarnog ili biološkog podrijetla i odgovorne su za boju vode. Raspadnuta biljna tvar odgovorna je primjerice za žutu ili smeđu boju, dok su alge odgovorne za zelenkastu boju vode. U vrlo plitkim vodenim masama željezni oksidi daju vodi crvenkasto smeđu boju. U biološke čestice spadaju alge i detritus. Sedimentna čestica je u suspenziji ako je njena težina manja od nasumičnih sila zamućivanja koje djeluju na česticu. Zamućivanje je presudni faktor u prozirnosti vode. Pridnene detritivorne ribe odgovorne su za muljevite vode jer one u potrazi za hranom uzburkaju mulj. Piscivorne ribe jedu biljojedne (planktonivorne) ribe, te stoga povećavaju broj algi (vidi akvatrofna kaskada). Dubina do koje dopire svjetlost ili prozirnost vode mjeri se upotrebom Secchijevog diska. To je disk promjera 20 cm s naizmjeničnim bijelim i crnim kvadrantima. Dubina na kojoj se disk više ne vidi je Secchijeva dubina, tj. mjera prozirnosti. Obično se koristi za testiranje eutrofikacije.
Jezero ublažava temperaturu i klimu okolnog područja zbog vode koja ima vrlo visok specifični toplinski kapacitet (4186). Osim toga jezero može tijekom dana ohladiti zemlju s lokalnim vjetrovima, rezultirajući u povjetarcu s mora ili zmorcu; ili je može noću zagrijati, stvarajući povjetarac s kopna ili kopnenjak.

## Nastanak jezera
Jezera mogu biti nataložena sedimentom pa jezera postupno postaju vlažnim zemljištem poput močvare ili bare. Između nizinskih i gorskih jezera postoji važna razlika. Nizinska su jezera mirna, manje stjenovita/više sedimentna, imaju blago nagnuto dno te općenito sadrže više biljnog života. Velike vodene biljke (posebice trstika) značajno ubrzavaju taj proces zatvaranja jer zadržavaju sediment. Muljevita jezera i jezera s mnogo biljojednih riba teže polaganom nestajanju. "Nestajuće" jezero (jedva primjetno na čovjekovoj vremenskoj skali) tipično ima vodeni rub s ekstenzivnim biljnim pokrivačima. Oni postaju novo stanište za ostale biljke (poput maha tresetara kada su uvjeti u redu) i životinje od kojih su mnoge vrlo rijetke. Postupno se jezero zatvara pa može nastati mladi treset koji stvara baru. U nizinskim riječnim dolinama (gdje rijeka može stvarati meandre), prisustvo treseta se objašnjava zatvaranjem bivših mrtvaja. U vrlo kasnim stadijima sukcesije raste više stabala konačno pretvarajući vlažno zemljište u šumu.
Neka jezera mogu nestati u određenom dijelu godine. Takva jezera se nazivaju intermitentnim jezerima i tipična su za krški teren. Izvrstan primjer takvih jezera je jezero Cerknica u Sloveniji.

## Izvanzemaljska jezera
Trenutačno je površina planeta Marsa prehladna da dopusti sjedinjavanje tekuće vode na površini. Ipak se čini da geološki dokaz potvrđuje da su nekoć postojala stara jezera na površini. Također je moguće da će vulkanska aktivnost na Marsu s vremenom otopiti led koji se nalazi ispod površine te stvoriti velika jezera. Pod trenutačnim uvjetima ta će se voda smrznuti ili brzo ispariti osim ako se ne izolira na neki način poput pokrivanja vulkanskim pepelom.
Jupiterov malen mjesec Io vulkanski je aktivan zbog istaknutih plima i oseka, pa su se kao posljedica toga na površini akumulirala ležišta sumpora. Neke fotografije snimljene tijekom misije Galileo čini se da pokazuju jezera tekućeg sumpora na površini.
Na Mjesecu se nalaze tamne bazaltne ravnice slične mjesečevim morima samo što su manje, pa se nazivaju lacus (jednina lacus, latinski za "jezero"). Nekad su rani astronomi za njih mislili doslovno da su jezera.

## Značajna jezera
- Najveće jezero na svijetu je Kaspijsko jezero s površinom od 394,299 km² što je veće od područja koje zajedno pokrivaju sljedećih šest najvećih jezera.
- Najveće slatkovodno jezero i drugo najveće jezero ukupno je jezero Superior s površinom od 82,414 km².
- Najdublje jezero je Bajkalsko jezero u Sibiru dubine 1,741 m.
- Najviše plovno jezero je jezero Titicaca nadmorske visine 3821 m. Ujedno je i drugo jezero po veličini u Južnoj Americi.
- Najniže svjetsko jezero je Mrtvo more, 396 metara ispod morske razine. To je jezero s najvećom koncentracijom soli.
- Najveći otok na slatkovodnom jezeru je otok Manitoulin na jezeru Huron površine 2,766 kvadratnih km.
- Najveće jezero smješteno na otoku je jezero Nettilling na Baffinovom otoku.
- Jezero Toba na otoku Sumatri smješteno je u vjerojatno najvećoj probuđenoj kalderi na Zemlji.
- Najveće slatkovodno jezero u Europi je Ladoga iza koje se nalazi Onega, obje smještene u Rusiji.
- Jezero Victoria najveće je u Africi. Dio je Velikih jezera Afrike.
- Jezero Superior je najveće jezero u Sjevernoj Americi. Dio je Velikih jezera.
- Jezero Maracaibo je najveće jezero u Južnoj Americi. Jezero Titicaca je najveće slatkovodno jezero.

## Više informacija
- Kategorija:Jezera
- Bara
- Geografija
- Laguna
- Limnologija
- Loch
- Popis jezera
- Ribnjak

## Vanjske poveznice
- Sustavi klasifikacije jezera